# Cethosia myrina
Cethosia myrina es una especie de lepidóptero de la familia Nymphalidae. Es originaria de Sulawesi.
Tiene una envergadura de alas de  75 mm.

## Subespecies
- Cethosia myrina myrina (northern Sulawesi)
- Cethosia myrina sarnada Fruhstorfer (southern Sulawesi)
- Cethosia myrina melancholia Fruhstorfer, 1909 (easthern Sulawesi)
- Cethosia myrina vanbemmeleni Jurriansz, 1918 (Butung Island)